# Sparkle in the Rain
Sparkle in the Rain ist das sechste Musikalbum der schottischen Band Simple Minds. Es wurde am 6. Februar 1984 veröffentlicht und erreichte am 18. Februar 1984 für eine Woche den ersten Platz der britischen Albumcharts. Das Album blieb insgesamt 57 Wochen in der Hitparade.

## Musikalisches
Sparkle in the Rain ist ein von Steve Lillywhite auf Virgin Records produziertes Rock-Album, das neben den britischen Charts auch in Neuseeland Platz 1 erreichte. Es ist das erste von drei Simple Minds Alben in Folge, welches Platz eins der britischen Charts belegt.
Von den zehn Liedern auf dem Album platzierten sich Waterfront (Platz 13, 10 Wochen), Speed Your Love to Me (Platz 20, 4 Wochen) und Up on the Catwalk (Platz 27, und 5 Wochen) in den UK-Single-Charts. Ebenso wie das Album erreichte Waterfront Platz 1 in den neuseeländischen Charts.
Das Album enthält auch eine Coverversion von Lou Reeds Komposition Street Hassle.

## Titelliste
1. Up on the Catwalk (4:45)
2. Book of Brilliant Things (4:21)
3. Speed Your Love to Me (4:24)
4. Waterfront (4:49)
5. East at Easter (3:32)
6. Street Hassle (5:14)
7. White Hot Day (4:32)
8. “C” Moon Cry Like a Baby (4:19)
9. The Kick Inside of Me (4:48)
10. Shake off the Ghosts (3:57)

Im Jahr 2006 wurden acht Demoaufnahmen als Sparkle in the Rain Demos 1983 im Internet veröffentlicht:
1. White Hot Day (4:04)
2. Untitled (3:32)
3. Speed Your Love to Me/Book of Brilliant Things (9:01)
4. Shake off the Ghosts (4:31)
5. Untitled (5:20)
6. Book of Brilliant Things/Untitled (7:30)
7. Speed Your Love to Me (10:03)
8. White Hot Day (6:02)

## Mitwirkende
- Jim Kerr: Gesang;
- Charles Burchill: Akustik und E-Gitarre;
- Michael MacNeil: Keyboards;
- Derek Forbes: E-Bass, Gesang;
- Mel Gaynor: Schlagzeug, Gesang;
- Steve Lillywhite: Produktion

## Kommerzieller Erfolg

### Chartplatzierungen
| ChartsChartplatzierungen       | Höchstplatzierung | Wochen |
| ------------------------------ | ----------------- | ------ |
| Deutschland (GfK)              | 14 (13 Wo.)       | 13     |
| Schweiz (IFPI)                 | 19 (4 Wo.)        | 4      |
| Vereinigte Staaten (Billboard) | 64 (2 Wo.)        | 2      |
| Vereinigtes Königreich (OCC)   | 1 (58 Wo.)        | 58     |

### Auszeichnungen für Musikverkäufe
| Land/Region                  | Auszeichnungen für Musikverkäufe (Land/Region, Auszeichnung, Verkäufe) | Verkäufe |
| ---------------------------- | ---------------------------------------------------------------------- | -------- |
| Frankreich (SNEP)            | Gold                                                                   | 100.000  |
| Kanada (MC)                  | Gold                                                                   | 50.000   |
| Neuseeland (RMNZ)            | Gold                                                                   | 10.000   |
| Vereinigtes Königreich (BPI) | Platin                                                                 | 300.000  |
| Insgesamt                    | 3× Gold · 1× Platin ·                                                  | 460.000  |